# Clément Doucet
Pour les articles homonymes, voir Doucet.
Clément Doucet, né le 9 avril 1895 à Bruxelles et mort le 15 octobre 1950 à Bruxelles, est un pianiste belge, connu pour son duo avec Jean Wiener.

## Biographie
Il fait des études musicales au conservatoire de Bruxelles puis joue comme pianiste sur un bateau pendant des années. Aux escales, il passe de la polka dans un cabaret aux fugues de Jean-Sébastien Bach sur un orgue d'église[pas clair]. En 1923, il rencontre Jean Wiener à Paris (Place d'Italie[réf. souhaitée]). Une complicité nait entre les deux hommes qui ne tardent pas à jouer ensemble à deux pianos et à se produire en concert au Théâtre des Champs-Élysées. Pendant 15 ans, il se produit plus de 2 000 fois en public avec lui et devient connu grâce à leurs concerts « sérieux » au cabaret Le Bœuf sur le toit, où ils interprètent aussi bien le répertoire de Beethoven ou Francis Poulenc que celui de la chanteuse Yvonne George.
D'abord pianiste classique, il s'initia au jazz aux États-Unis [Quand ?], avant de former ce duo dans l'entre-deux-guerres. Sa carrière, contrairement à celle de Jean Wiener, ne survécut pas à la Seconde Guerre mondiale, et il mourut dans l'anonymat en 1950.
Dans son morceau Chopinata, Clément Doucet donne une version jazz de quelques œuvres de Chopin.

## Œuvres
- Wiener et Doucet à l’époque du Bœuf sur le Toit, Paris, Adès, 1980, deux 33 tours.

## Iconographie
- Wiener et Doucet, affiche lithographique de Paul Colin, Victoria and Albert Museum, Londres[1].